# ورزش سبز

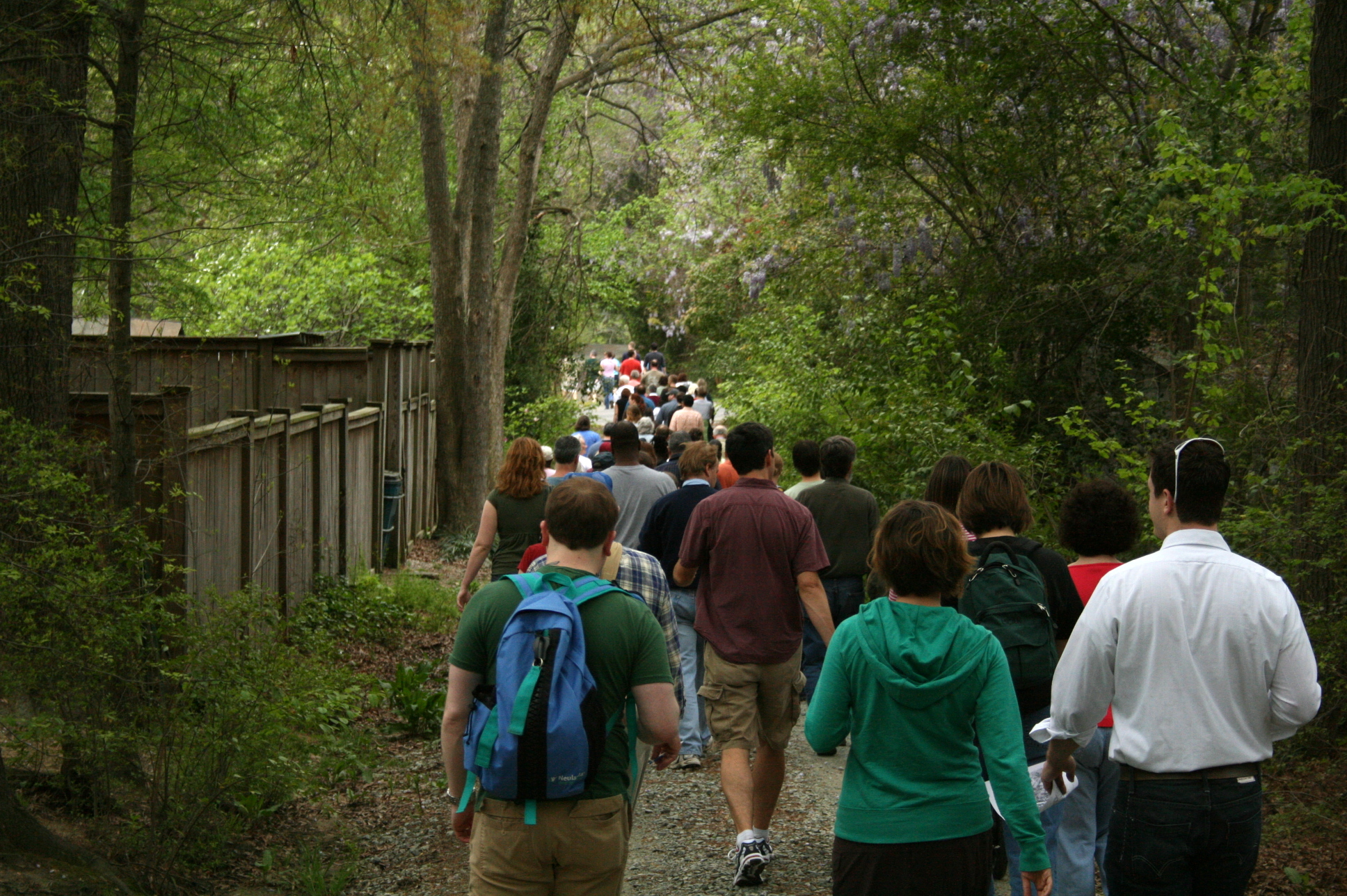
ورزش سبز به ورزش بدنی گفته می‌شود که در مکان‌های به نسبت طبیعی انجام می‌شود.

ورزش سبز (به انگلیسی: Green exercise) به ورزش بدنی گفته می‌شود که در محیط‌های طبیعی انجام می‌شود. ورزش بدنی به خوبی شناخته شده‌است که فواید سلامت جسمی و روانی دارد. همچنین شواهد خوبی وجود دارد که نشان می‌دهد تماشای محیط‌های طبیعی، حضور در محیط‌های طبیعی و تعامل با آن پیامدهای مثبتی دارد، استرس را کاهش می‌دهد و توانایی مقابله با استرس را افزایش می‌دهد، خستگی ذهنی را کاهش می‌دهد و تمرکز و عملکرد شناختی را بهبود می‌بخشد. بنابراین، مفهوم ورزش سبز از حوزه‌های تثبیت‌شده‌ای مانند نظریه بازگرداندن توجه در روان‌شناسی محیطی که تمایل به تمرکز بر تأثیرهای روانی و فیزیکی مشاهده طبیعت (مثلاً به کار کاپلان و اولریش) دارد، که کار شناخته شده در مورد فواید روانشناختی ورزش بدنیاست - رشد کرده‌است.